# Saint-Jean-Poudge
Saint-Jean-Poudge é uma comuna francesa na região administrativa da Nova Aquitânia, no departamento dos Pirenéus Atlânticos. Estende-se por uma área de 3,94 km². Em 2010 a comuna tinha 70 habitantes (densidade: 17,8 hab./km²).